# Hugo José García Hernández
Hugo José García Hernández (Boconó, estado Trujillo, Venezuela; 1 de abril de 1941) es un militar y diplomático venezolano. Aparte, participó en la fundación del Movimiento Quinta República (MVR), partido que llevaría a la presidencia a Hugo Chávez. Fue embajador de Venezuela ante la Federación Rusa entre 2009 y 2012. Desde 2013 es embajador en México.

## Carrera
García Hernández presentó sus credenciales al presidente ruso Dmitri Medvédev el 27 de febrero de 2009. El 12 de julio de 2010, presentó sus credenciales al presidente de Abjasia, Sergei Bagapsh, como el primer embajador de Venezuela en Abjasia, de soberanía discutida.